# АЭС Сайзвел
АЭС Са́йзвел (англ. Sizewell nuclear power stations) — атомная электростанция на побережье Северного моря в 3 км от городка Лейстон на востоке графства Суффолк.

## АЭС Сайзвел А
АЭС Сайзвел А — это 2 энергоблока с реакторами типа Магнокс с газовым охлаждением двуокисью углерода. 
Строительство АЭС началось в 1961 году, в 1966 году два ядерных реактора, мощностью 250 МВт каждый, были подключены к национальной сети. 31 декабря 2006 года АЭС Сайзвелл А прекратила производство электроэнергии.

## АЭС Сайзвел B
АЭС Сайзвел B имеет один реактор с водой под давлением (PWR) мощностью 1250 МВт и является новейшей атомной электростанцией в Великобритании. АЭС сооружалась с 1988 по 1995 год и была введена в эксплуатацию 14 февраля 1995 года. Стратегическая цель EDF Energy — продление строка службы на 20 лет для АЭС Сайзвел B, сверх текущей даты закрытия АЭС в 2035 году.

## АЭС Сайзвел С
Существуют планы по строительству АЭС Сайзвел С с реактором EPR — третьего поколения водо-водяных реакторов (PWR).
- 20 июля 2022 года правительством Великобритании выдано разрешение на строительство двухблочной АЭС Сайзвел С с реакторами EPR электрической мощностью 1600 МВт каждый. С получением этого разрешения возможно начало земляных работ под фундаменты, а впоследствии и возведение строительных сооружений.[2]

## Информация об энергоблоках
| Энергоблок  | Тип реакторов | Мощность | Мощность | Начало строительства | Физпуск    | Подключение к сети | Ввод в эксплуатацию | Закрытие   |
| Энергоблок  | Тип реакторов | Чистый   | Брутто   | Начало строительства | Физпуск    | Подключение к сети | Ввод в эксплуатацию | Закрытие   |
| ----------- | ------------- | -------- | -------- | -------------------- | ---------- | ------------------ | ------------------- | ---------- |
| Сайзвел А-1 | GCR, Magnox   | 210 МВт  | 245 МВт  | 01.04.1961           | 01.06.1965 | 21.01.1966         | 25.03.1966          | 31.12.2006 |
| Сайзвел А-2 | GCR, Magnox   | 210 МВт  | 245 МВт  | 01.04.1961           | 01.12.1965 | 09.04.1966         | 15.09.1966          | 31.12.2006 |
| Сайзвел В   | PWR, SNUPPS   | 1198 МВт | 1250 МВт | 18.07.1988           | 31.01.1995 | 14.02.1995         | 22.09.1995          | —          |